# Mishné Torá

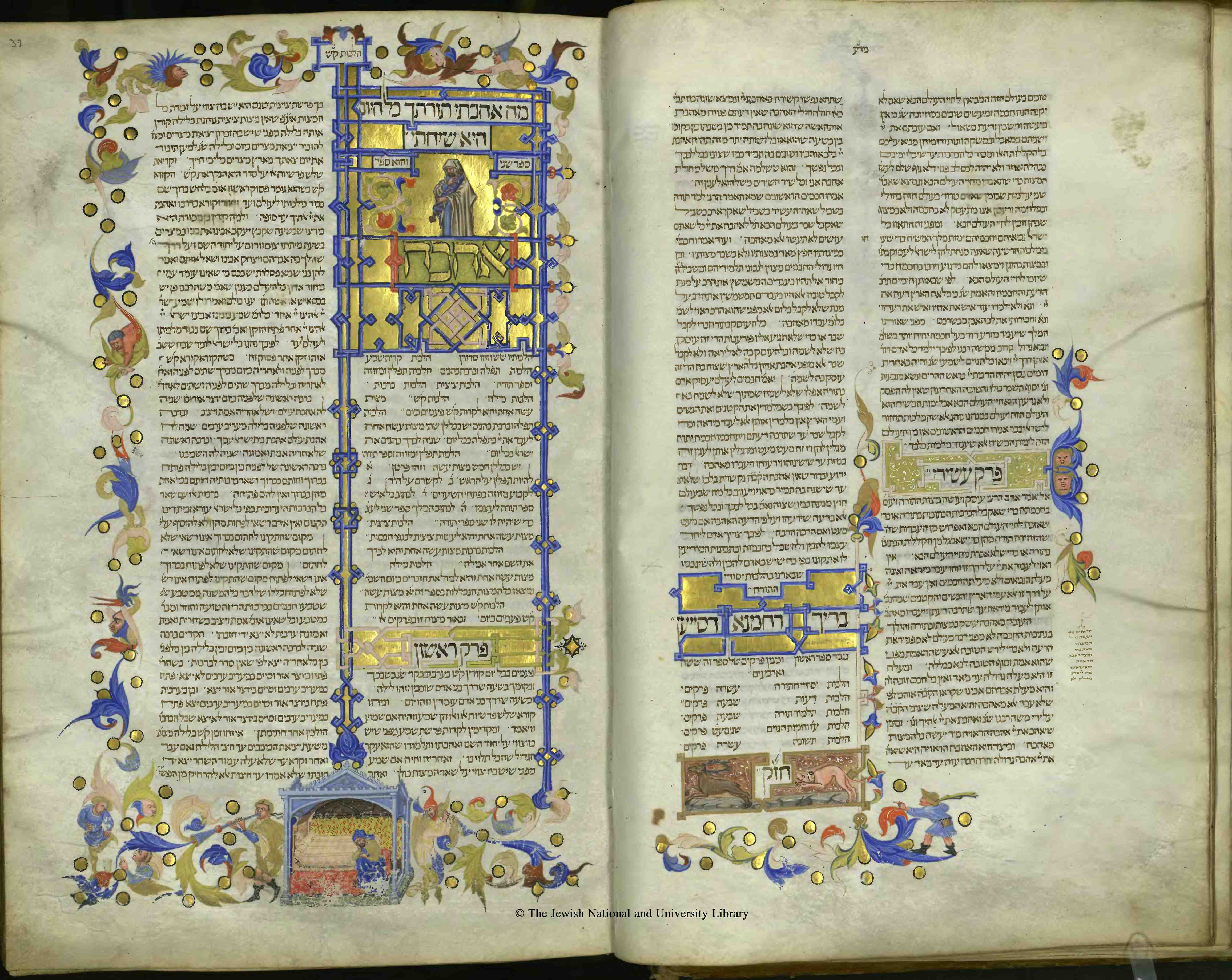
Arte sefardí. Mishné Torá (Maimónides, 1180), manuscrito hebreo copiado en Sefarad, c. 1340, e iluminado por Mateo di Cambio en Perugia en 1400. Páginas del Sefer Ahavah (Libro del Amor [a Dios]). Jerusalén, Biblioteca Nacional de Israel, Ms. Heb. 4*1193.

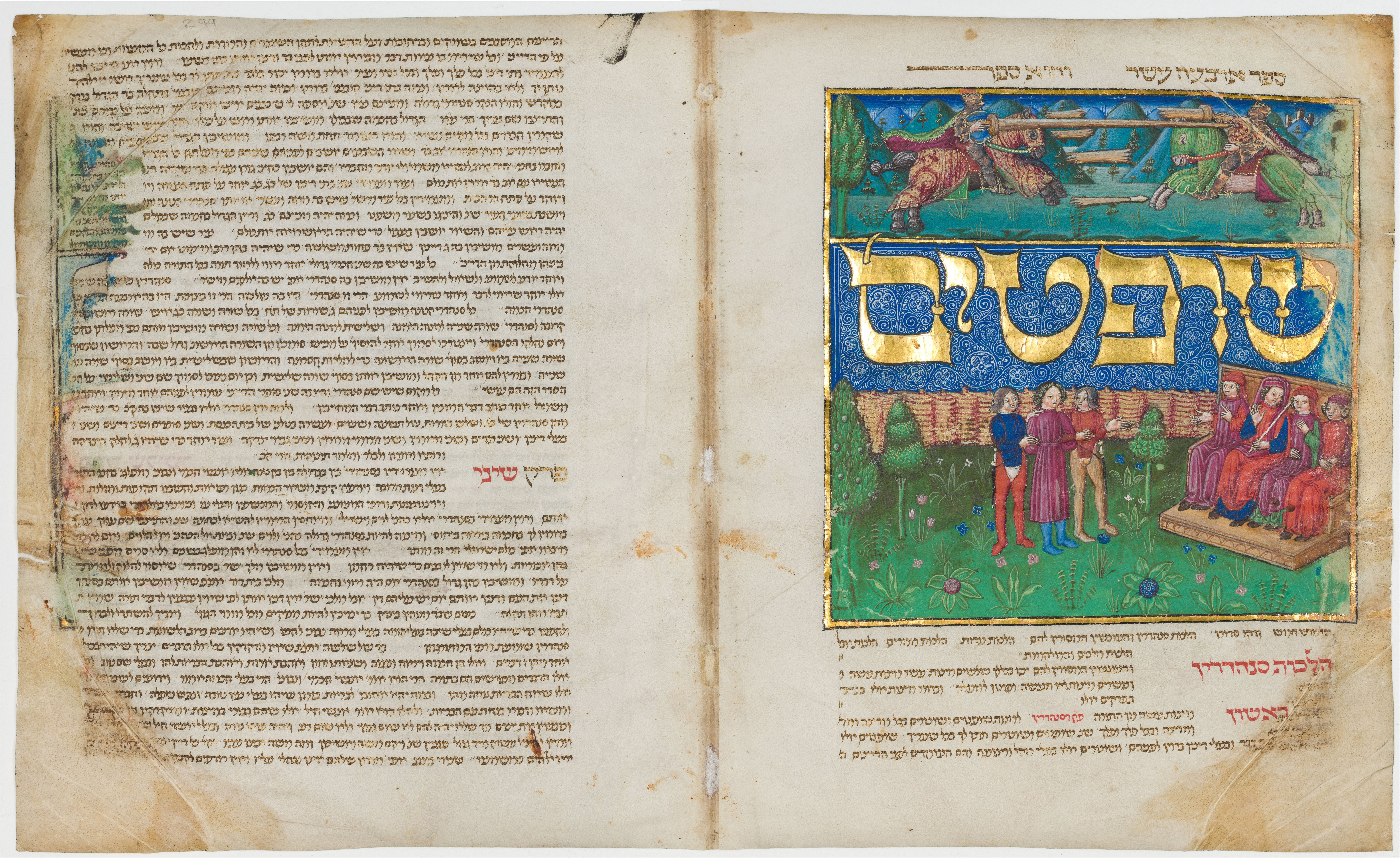
Arte judío. Manuscrito sefarado-asquenazí. Mishné Torá realizado c. 1457. Páginas del Sefer Mishpatim (Libro de las Leyes). Caligrafía asquenazí semi-cursiva. Museo de Israel, Jerusalén.

El Mishné Torá (en hebreo: משנה תורה) es un código de leyes judías y sus explicaciones, que incluye expliaciones sobre las leyes noájidas. Fue realizado por Maimónides, importante autoridad sefardí a quien también se conoce como el "Rambam". El Mishné Torá fue compilado entre 1170 y 1180, mientras Maimónides vivía en Egipto. Es considerado como una de las mayores obras legales de Maimónides. El Mishné Torá es una compilación sistemática de todas las opiniones normativas de la halajá (la ley judía), incorpora material del Talmud y sus comentarios. Fue escrito en hebreo sencillo, similar al de la Mishná.

¿Hasta cuándo es obligación estudiar Torá? Hasta el día de la muerte, pues cuando uno no se dedica al estudio de la Torá, se olvida de ella, como está expuesto: “Que no se aparten de tu corazón (las palabras de Torá) todos los días de tu vida”
Rambam - Maimónides

## Organización de la obra

### Séfer HaMadá
El Séfer HaMadá" (El Libro del Conocimiento), trata sobre los conocimientos básicos y principales de la Torá:
- Avodah Zarah: Prohibición de la idolatría y la adoración extranjera.
- Deot: Los yehudim deben tener una conducta apropiada.
- Talmud Torá: Fomentar el estudio de la santa Torá.
- Teshuvá: El regreso y el arrepentimiento.
- Yesodei HaTorá: Los fundamentos de la Torá son creer en Dios y seguir los principios del judaísmo rabínico.

### Séfer Ahavá
El Sefer Ahavá (El Libro del Amor), trata sobre las leyes que cada judío debe observar como testimonio de su fe y su amor hacia el Creador del Universo (Boré Olam).
- Ahavá: es el amor de Dios.
- Kriat Shemá: recitación de la oración Shemá Israel.
- Oración judía y bendición sacerdotal (Birkat ha-Cohanim).
- Filacterias, Mezuzá, y rollo de la Torá.
- Tzitzit: son los flecos del talit, y sirven como recordatorio de los mandamientos de Dios.
- Berajot: Bendiciones.
- Brit Milá: Circuncisión.
- Orden de las oraciones (Séder tefilot).

### Séfer Zemaním
"Séfer Zemaním" (Libro de los Tiempos), trata sobre las festividades judías.
- Shabat: Leyes relativas a la observancia del Shabat judío.
- Eruvin: Preceptos rabínicos relativos al perímetro sabático, el Eruv.
- Shevitat Asor: Leyes de Yom Kipur, el Día del Perdón. No incluye las leyes relativas al servicio religioso en el sagrado Templo de Jerusalén, el Beit HaMikdash.
- Yom Tov: Prohibiciones de las principales festividades judías distintas de las prohibiciones de Shabat.
- Jametz u-Matzá: Leyes relativas al Jametz y a la Matzá ingerida durante el Séder de Pésaj.
- Shofar ve-Lulav ve-Sukkah: Leyes relativas al Shofar, el Lulav y la Sucá.
- Shekalim: Dinero recolectado para el sagrado Templo de Jerusalén cuando este aún existía.
- Kiddush HaChodesh: Leyes relativas a la santificación del mes.
- Taaniyot: Leyes relativas a los ayunos.
- Hanukah u-Megillah: Leyes relativas a las celebraciones de Janucá y Purim.

### Séfer Nashim
"Sefer Nashím" (Libro de las Mujeres), trata sobre las leyes del matrimonio. 

### Séfer Kedushá
"Sefer Kedushá" (Libro de la Santidad), trata sobre las relaciones sexuales prohibidas, y de los productos alimentarios prohibidos. Se llama así porqué por estos mandamientos Israel es santificado y diferenciado de las otras naciones.

### Séfer HaFlaá
"Sefer HaFlaá" (Libro de la Separación), trata sobre promesas y juramentos, y se le llama así porque el que hace una promesa es separado por su promesa de los otros. 

### Séfer Zeraim
"Sefer Zeraim" (Libro de la Semillas), trata de las leyes y preceptos con relación a la Agricultura en Israel. 

### Séfer Avodá
"Sefer Avoda" (Libro del Servicio Divino), trata sobre todo el trabajo del Templo y su adoración y las ofrendas comunitarias.

### Séfer Korbanot
"Sefer Korbanot" (Libro de los Sacrificios), trata de las leyes para ofrendas privadas que se llevaban al Templo, excepto aquellos de la comunidad entera. 

### Séfer Tahará
"Sefer Tahrah" (Libro de la Pureza), trata de las reglas de la pureza ritual. 

### Séfer Nezikín
"Sefer Nezikin" (Libro de los Daños), trata del derecho penal. 

### Séfer Kinian
"Sefer Kinian" (Libro de la Adquisición), trata de las leyes de compra y la venta.

### Séfer Mishpatim
"Sefer Mishpatim" (Libro de los Juicios), trata del derecho civil. 

### Séfer Shoftim
"Sefer Shoftim" (Libro de los Jueces), trata de las prescripciones acerca de los magistrados, el Sanedrín, el rey, los jueces, así como los deberes que ellos deben realizar y las prerrogativas de las cuales ellos disfrutan.

## Crítica
Muchas autoridades rabínicas de la época criticaron que Maimónides no cita sus fuentes, haciendo virtualmente imposible verificar la veracidad de la obra.

## Comentarios
En todas las ediciones del Mishné Tora están los comentarios del RABAD III, el Rabino Abraham ben David de Posquières, Francia, contemporáneo de Maimónides. En muchas ediciones se incluyen comentarios como el Kessef Mishné del Rabino Joseph Caro, Léjem Mishné y Mishné LaMelej. En las yeshivot o academias rabínicas de Europa oriental, en los siglos XIX y XX, se popularizó el estudio analítico del Mishne Torá, normalmente tratando de conciliar las contradicciones internas en la obra. Entre estas esta la obra del Rabino Jaim Soloveitchik de Brisk, el Or Sameaj del Rabino Meir Simja de Dvinsk, el Tzafnat Paneaj del Rabino Yosef Rozen de Rogachov, el Even HaEzel del Rabino Iser Zalman Meltzer, y más recientemente, el Hadran HaRambam del último Rebe de Lubavitch, el Rabino Menachem Mendel Schneerson, y el Avi Ezri del Rabino Elazar Shach.

## Traducción al español
Editorial Moaj (www.moaj.com.ar) publicó hasta mediados del año 2022, los primeros 11 libros del Mishné Torá -Iad Hajazaká- en español, Edición Dornbusch, con comentarios y gráficos, en una lujosa y profesional edición bilingüe. Los libros disponibles hasta la fecha son: 1. Sefer Hamadá (el Libro del Conocimiento). 2. Sefer Ahavá (el Libro del Amor). 3a. Sefer Zmanim (el Libro de los Tiempos, parte 1). 3b. Sefer Zmanim (el Libro de los Tiempos, parte 2). 4. Sefer Nashim (el Libro de las Mujeres). 5. Sefer Kedusha (el Libro de la Santidad). 6. Sefer Haflaa (el Libro de los Votos). 7a. Sefer Zeraim (el Libro de las Semillas, parte 1). 7b. Sefer Zeraim (el Libro de las Semillas, parte 2). 8a. Sefer Avoda (el Libro del Servicio, parte1). 9. Sefer Korbanot (el Libro de las Ofrendas)